# Boxer Stadium
O Boxer Stadium (também conhecido como Matthew J. Boxer Stadium) é um estádio de futebol em São Francisco, Califórnia . Localizado no Balboa Park, o estádio tem capacidade para 3.500 pessoas. Ele pertence e é operado pelo San Francisco Recreation & Parks Department e é o único estádio público específico para futebol em San Francisco.  O Boxer Stadium é a casa principal da centenária liga San Francisco Soccer Football League . 

## História
O Boxer Stadium foi inaugurado em 27 de setembro de 1953 como Balboa Park Soccer Stadium, a um custo de US $150.000. As arquibancadas de concreto foram adicionadas posteriormente, após a aprovação da Proposta G de novembro de 1953.  O estádio foi renomeado em homenagem ao falecido presidente do SFSFL, Matthew J. Boxer na década de 1990.
O Boxer Stadium serviu como principal local dos Jogos Gay de 1982

## Mandantes
O estádio é o lar da San Francisco Soccer Football League,  da Golden Gate Women's Soccer League  e do futebol de ensino médio.  
Na temporada de 2013, o San Francisco Stompers FC da National Premier Soccer League mandou seus jogos no Boxer Stadium. 
As equipes de Rugby e a Gaelic Athletic Association usaram o Boxer Stadium até a abertura do Ray Sheeran Field em Treasure Island em 2005.   Em 2016, o Boxer Stadium foi o campo de jogo da equipe profissional de rúgbi San Francisco Rush na nova competição PRO Rugby nos Estados Unidos, no entanto, a equipe foi descartada pela liga após uma temporada citando um local inadequado. 